# Liste des films finlandais des années 2010

## 2010
| Film                                                                      | Réalisateur                             | Acteurs                                                                                           | Genre                  | Première                                                                       |
| ------------------------------------------------------------------------- | --------------------------------------- | ------------------------------------------------------------------------------------------------- | ---------------------- | ------------------------------------------------------------------------------ |
| 2010                                                                      |                                         |                                                                                                   |                        |                                                                                |
| Jos rakastat                                                              | Neil Hardwick                           | Elli Vallinoja, Chike Ohanwe, Minttu Mustakallio, Taneli Mäkelä                                   | musikaali              | 6.1.2010                                                                       |
| Havukka-ahon ajattelija                                                   | Kari Väänänen                           | Kai Lehtinen, Tommi Korpela, Hannu-Pekka Björkman                                                 |                        | 15 janvier 2010 (à Kajaani, Kemijärvi, Kuhmo et à Kuusamo le 25 décembre 2009) |
| Paha perhe                                                                | Aleksi Salmenperä                       | Ville Virtanen, Lauri Tilkanen, Pihla Viitala, Vera Kiiskinen                                     | draama/komedia         | 29.1.2010                                                                      |
| Risto Räppääjä ja polkupyörävaras                                         | Mari Rantasila                          | Severi Heikkilä, Lauramaija Luoto, Annu Valonen, Ulla Tapaninen, Martti Suosalo, Marcus Groth     | musikaali/perhe        | 12.2.2010                                                                      |
| Auf Wiedersehen Finnland                                                  | Virpi Suutari                           |                                                                                                   | dokumentti             | 12.2.2010                                                                      |
| Sukunsa viimeinen                                                         | Anastasia Lapsui et Markku Lehmuskallio | Nadezda Pyrirko, Aleksandra Okotetto, Radik Anaguritsi                                            | draama                 | 26.2.2010                                                                      |
| Kohtaamisia                                                               | Saara Cantell                           | Anneli Sauli, Jenni Banerjee, Meri Nenonen, Johanna af Schultén, Leena Uotila                     | draama                 | 5.3.2010                                                                       |
| Freetime Machos                                                           | Mika Ronkainen                          |                                                                                                   | dokumentti/komedia     | 12.3.2010                                                                      |
| Tuomari Nurmio – stadilaista tangoa etsimässä                             | Tahvo Hirvonen                          |                                                                                                   | dokumentti             | 19.3.2010                                                                      |
| Miesten vuoro                                                             | Joonas Berghäll et Mika Hotakainen      |                                                                                                   | dokumentti             | 26.3.2010                                                                      |
| Reindeerspotting – pako Joulumaasta                                       | Joonas Neuvonen                         |                                                                                                   | dokumentti             | 9.4.2010                                                                       |
| Rautaa rajan taa                                                          | Kalle Kujala                            |                                                                                                   | dokumentti             | 16.4.2010                                                                      |
| Vähän kunnioitusta                                                        | Pekka Karjalainen                       | Outi Kero, Kari-Pekka Toivonen, Svante Martin, Elena Leeve                                        | draama                 | 11.6.2010                                                                      |
| Les Moomins et la chasse à la comète (3D) (Muumi ja punainen pyrstötähti) | Maria Lindberg                          | Tapani Perttu, Jasper Pääkkönen, Jarmo Koski (voix)                                               | animaatio              | 6.8.2010                                                                       |
| Sisko tahtoisin jäädä                                                     | Marja Pyykkö                            | Ada Kukkonen, Sara Melleri, Anna-Leena Uotila                                                     | draama                 | 13.8.2010                                                                      |
| Vesku                                                                     | Mika Kaurismäki                         | Vesa-Matti Loiri                                                                                  | dokumentti             | 3.9.2010                                                                       |
| Taulukauppiaat                                                            | Juho Kuosmanen                          | Auli Mantila, Teppo Manner, Tuomas Airola                                                         |                        | 3.9.2010                                                                       |
| Prinsessa                                                                 | Arto Halonen                            | Katja Kukkola, Samuli Edelmann, Krista Kosonen, Peter Franzén, Pirkka-Pekka Petelius, Antti Litja | draama                 | 10.9.2010                                                                      |
| Täällä Pohjantähden alla II                                               | Timo Koivusalo                          | Ilkka Koivula, Vera Kiiskinen, Risto Tuorila                                                      |                        | 24.9.2010                                                                      |
| Napapiirin sankarit                                                       | Dome Karukoski                          | Jussi Vatanen, Jasper Pääkkönen, Timo Lavikainen, Pamela Tola                                     | komedia                | 15.10.2010                                                                     |
| Harjunpää ja pahan pappi                                                  | Olli Saarela                            | Peter Franzén, Irina Björklund, Jenni Banerjee                                                    | rikos                  | 29.10.2010                                                                     |
| Ito - Kilvoittelijan päiväkirja                                           | Pirjo Honkasalo                         |                                                                                                   | dokumentti             | 12.11.2010                                                                     |
| Sielunpelastajat                                                          | Saku Pollari                            |                                                                                                   | dokumentti             | 26.11.2010                                                                     |
| Père Noël Origines (Rare Exports)                                         | Jalmari Helander                        | Jorma Tommila, Onni Tommila, Tommi Korpela, Rauno Juvonen                                         | fantasia/komedia/joulu | 3.12.2010                                                                      |
| Veijarit                                                                  | Lauri Nurkse                            | Mikko Leppilampi, Antti Luusuaniemi, Pihla Viitala, Malla Malmivaara                              | komedia                | 25.12.2010                                                                     |

Sources

## 2011
| Film                                 | Réalisateur                         | Acteurs | Genre           | Première   |
| ------------------------------------ | ----------------------------------- | --- | --------------- | ---------- |
| 2011                                 |                                     | |                 |            |
| Vares – Pahan suudelma               | Anders Engström                     | Antti Reini, Anu Sinisalo, Matti Onnismaa                                                                                         | rikos           | 6.1.2011   |
| Hella W                              | Juha Wuolijoki                      | Tiina Weckström, Hannu-Pekka Björkman, Matleena Kuusniemi, Maria Heiskanen, Antti Litja, Pirkka-Pekka Petelius                    |                 | 28.1.2011  |
| Tuntematon emäntä                    | Elina Kivihalme                     | | dokumentti      | 4.2.2011   |
| Eetu ja Konna                        | Kari Häkkinen                       | Chike Ohanwe, Onni Tommila, Jenni Vartiainen, Matti Olavi Ranin, Pamela Tola (voix)                                               | animaatio       | 18.2.2011  |
| Sovinto                              | Pernilla August                     | Noomi Rapace, Ola Rapace, Outi Mäenpää, Ville Virtanen                                                                            |                 | 11.3.2011  |
| Salla – Selling the Silence          | Markku Tuurna                       | | dokumentti      | 11.3.2011  |
| Veljekset                            | Mika Kaurismäki                     | Kari Heiskanen, Pertti Sveholm, Timo Torikka, Liisa Mustonen, Mari Perankoski, Vesa Vierikko, Esko Salminen                       |                 | 18.3.2011  |
| Hyvä poika                           | Zaida Bergroth                      | Elina Knihtilä, Samuli Niittymäki, Eero Aho, Anna Paavilainen, Eetu Julin                                                         |                 | 25.3.2011  |
| Elokuu                               | Oskari Sipola                       | Eppu Pastinen, Lina Turkama, Niina Koponen, Pihla Viitala, Zagros Manuchar                                                        | road movie      | 1.4.2011   |
| Sinkkuelämän säännöt                 | Tonislav Hristov                    | | dokumentti      | 1.4.2011   |
| Elma ja Liisa                        | Pihla Viitala et Pamela Tola        | Pihla Viitala, Pamela Tola, Kasimir Balzar, Mikko Leppilampi, Juha Veijonen, Anneli Sauli, Elina Knihtilä, Tommi Korpela          | lyhytelokuva    | 8.4.2011   |
| Vares – Huhtikuun tytöt              | Lauri Törhönen                      | Antti Reini, Eppu Salminen, Matti Onnismaa, Mikko Leppilampi, Jasper Pääkkönen                                                    | rikos           | 20.4.2011  |
| Taistelu Turusta                     | Jouko Aaltonen                      | | dokumentti      | 29.4.2011  |
| Roskisprinssi                        | Raimo O. Niemi                      | Jon-Jon Geitel, Pihla Maalismaa, Heikki Silvennoinen, Kristiina Elstelä                                                           | komedia         | 29.7.2011  |
| Vares – Sukkanauhakäärme             | Lauri Törhönen                      | Antti Reini, Eppu Salminen, Matti Onnismaa, Jasper Pääkkönen                                                                      | rikos           | 5.8.2011   |
| Mama Africa                          | Mika Kaurismäki                     | Miriam Makeba, Zenzi Monique Lee, Nelson Lumumba Lee (esiintyjät)                                                                 | dokumentti      | 12.8.2011  |
| Iris                                 | Ulrika Bengts                       | Agnes Koskinen, Tobias Zilliacus, Maria Salomaa                                                                                   |                 | 26.8.2011  |
| Pussikaljaelokuva                    | Ville Jankeri                       | Eero Milonoff, Jussi Nikkilä, Ylermi Rajamaa                                                                                      |                 | 2.9.2011   |
| Le Havre                             | Aki Kaurismäki                      | André Wilms, Kati Outinen, Blondin Miguel, Elina Salo                                                                             |                 | 9.9.2011   |
| Ella ja Aleksi – Yllätyssynttärit    | Juuso Syrjä                         | Antti Luusuaniemi, Malla Malmivaara (voix)                                                                                        | animaatio       | 16.9.2011  |
| Likainen pommi                       | Elias Koskimies                     | Iida Lampela, Jukka Puotila, Ilkka Villi, Niina Herala, Jussi Vatanen                                                             |                 | 23.9.2011  |
| Matka Eedeniin                       | Rax Rinnekangas                     | Nacho Angulo, Hugo Wirz, Ramon Zuriarrain, Celia Juan de Hatchard, Saana Vuorenmaa                                                |                 | 30.9.2011  |
| Syvälle salattu                      | Joona Tena                          | Krista Kosonen, Peter Franzén, Kai Lehtinen                                                                                       |                 | 7.10.2011  |
| Kotirauha                            | Aleksi Mäkelä                       | Samuli Edelmann, Katariina Kaitue, Kerli Kyllönen, Santeri Kinnunen, Kristo Salminen                                              |                 | 21.10.2011 |
| Missä kuljimme kerran                | Peter Lindholm                      | Jessica Grabowsky, Jacob Öhrman, Andreas af Enehielm                                                                              |                 | 28.10.2011 |
| Ikuisesti sinun                      | Mia Halme                           | | dokumentti      | 11.11.2011 |
| Hiljaa toivotut                      | Timo Haanpää                        | | dokumentti      | 11.11.2011 |
| Maaginen kristalli                   | Antti Haikala                       | Jukka Nylund, Paula Vesala, Kiti Kokkonen (voix)                                                                                  | animaatio       | 18.11.2011 |
| Risto                                | Tuomas Summanen                     | Risto Kaskilahti, Krista Kosonen, Jarkko Niemi, Aku Hirviniemi                                                                    |                 | 25.11.2011 |
| Hiljaisuus                           | Sakari Kirjavainen                  | Joonas Saartamo, Joanna Haartti, Lauri Tilkanen, Terhi Suorlahti, Ilkka Heiskanen                                                 |                 | 9.12.2011  |
| Avain Italiaan                       | Roosa Toivonen                      | John Shea, Andreas Wilson, Mikko Leppilampi                                                                                       |                 | 16.12.2011 |
| Herra Heinämäki ja Leijonatuuliviiri | Matti Grönberg et Pekka Karjalainen | Heikki Hela, Heikki Silvennoinen, Satu Säävälä, Outi Mäenpää, Jukka Rasila, Timo Kahilainen                                       | lastenelokuva   | 23.12.2011 |
| Varasto                              | Taru Mäkelä                         | Kari-Pekka Toivonen, Minttu Mustakallio, Aku Hirviniemi, Esko Salminen, Juha Muje, Hannele Lauri, Vesa Vierikko, Vesa-Matti Loiri | draama, komedia | 30.12.2010 |

Sources

## 2012
| Film                                            | Réalisateur                           | Acteurs | Genre        | Première   |
| ----------------------------------------------- | ------------------------------------- | --- | ------------ | ---------- |
| 2012                                            |                                       | |              |            |
| Vares – Kaidan tien kulkijat                    | Anders Engström                       | Antti Reini, Eppu Salminen, Peter Franzén | rikos        | 6.1.2012   |
| Punaisen metsän hotelli                         | Mika Koskinen                         | | dokumentti   | 13.1.2012  |
| Rat King                                        | Petri Kotwica                         | Max Ovaska, Julius Lavonen, Outi Mäenpää |              | 20.1.2012  |
| Hulluna Saraan                                  | Samuli Valkama                        | Emilie de Ravin, Jussi Nikkilä, Ville Virtanen, Tiina Lymi, Jussi Lampi, Jani Volanen, Janne Reinikainen, Jessica Grabowsky                                                          |              | 27.1.2012  |
| Säilöttyjä unelmia                              | Katja Gauriloff                       | | dokumentti   | 27.1.2012  |
| Vuosaari                                        | Aku Louhimies                         | Asli Bayram, Mikko Kouki, Amanda Pilke, Laura Birn, Matleena Kuusniemi, Pekka Strang, Jasper Pääkkönen                                                                               |              | 3.2.2012   |
| Risto Räppääjä ja viileä Venla                  | Mari Rantasila                        | Lauri Karo, Venni Uotila, Olivia Ainali, Annu Valonen, Ulla Tapaninen, Martti Suosalo, Juha Muje                                                                                     |              | 10.2.2012  |
| Härmä                                           | JP Siili                              | Mikko Leppilampi, Lauri Tilkanen, Pamela Tola, Esko Salminen, Lena Meriläinen, Aku Hirviniemi, Eero Milonoff, Olavi Uusivirta, Taneli Mäkelä, Kari Hietalahti, Pirkka-Pekka Petelius |              | 17.2.2012  |
| Kulman pojat                                    | Teppo Airaksinen                      | Eero Ritala, Joonas Saartamo, Jussi Vatanen, Lotta Kaihua, Janne Ravi, Antti Väre |              | 24.2.2012  |
| Tähtitaivas talon yllä                          | Saara Cantell                         | Irina Björklund, Meri Nenonen, Elin Petersdottir |              | 2.3.2012   |
| Kohta 18                                        | Maarit Lalli                          | Karim Al-Rifai, Arttu Lähteenmäki, Henrik Mäki-Tanila, Anton Thompson Coon, Ben Thompson Coon, Elina Knihtilä, Pamela Tola                                                           |              | 9.3.2012   |
| Vares – Uhkapelimerkki                          | Lauri Törhönen                        | Antti Reini, Eppu Salminen, Matti Onnismaa, Minna Haapkylä | rikos        | 16.3.2012  |
| Taistelu Näsilinnasta 1918                      | Claes Olsson                          | Nicke Lignell, Anton Häggblom, Petter Kevin |              | 23.3.2012  |
| Saunavieras                                     | Anssi Mänttäri                        | Kari Väänänen, Ilkka Heiskanen |              | 23.3.2012  |
| Rouva Presidentti                               | Aleksi Bardy                          | | dokumentti   | 30.3.2012  |
| Iron Sky                                        | Timo Vuorensola                       | Julia Dietze, Götz Otto, Udo Kier, Tilo Prückner | Scifi        | 4.4.2012   |
| Kovasikajuttu                                   | Jukka Kärkkäinen et J-P Passi         | | dokumentti   | 4.5.2012   |
| Russian Libertine – Venäjän vapain mies         | Ari Matikainen                        | | dokumentti   | 11.5.2012  |
| Ja saapuu oikea yö                              | Jyri Kähönen                          | Jarkko Niemi, Jemina Sillanpää, Martti Suosalo |              | 13.7.2012  |
| Miss Farkku-Suomi                               | Matti Kinnunen                        | Mikko Neuvonen, Sanni Kurkisuo, Elias Gould |              | 3.8.2012   |
| Tie pohjoiseen                                  | Mika Kaurismäki                       | Vesa-Matti Loiri, Samuli Edelmann, Peter Franzén, Irina Björklund, Mari Perankoski, Elina Knihtilä                                                                                   | road movie   | 24.8.2012  |
| Käräjävuorentie                                 | Essi Mitronen et Anna Peräaho         | Miska Kajanus, Marjut Maristo |              | 31.8.2012  |
| Puhdistus                                       | Antti J. Jokinen                      | Laura Birn, Amanda Pilke, Peter Franzén, Krista Kosonen |              | 7.9.2012   |
| 3 Simoa                                         | Teemu Nikki                           | Paula Vesala, Rami Rusinen, Olli Rahkonen, Pekka Strang, Matti Onnismaa, Antti Reini                                                                                                 |              | 14.9.2012  |
| Kuningas Litmanen                               | Arto Koskinen                         | | dokumentti   | 28.9.2012  |
| Vares – Pimeyden tango                          | Lauri Törhönen                        | Antti Reini, Maria Järvenhelmi, Ilkka Heiskanen, Jussi Lampi | rikos        | 5.10.2012  |
| Sinivalkoinen valhe                             | Arto Halonen                          | | dokumentti   | 5.10.2012  |
| Niko 2 – lentäjäveljekset                       | Kari Juusonen                         | Mikko Kivinen, Vuokko Hovatta, Katariina Kaitue, Aarre Karén (voix) | animaatio    | 12.10.2012 |
| Veden peili                                     | Rax Rinnekangas                       | Hannu-Pekka Björkman, Nacho Angulo, Kalle Holmberg, Seela Sella |              | 19.10.2012 |
| Kaksi tarinaa rakkaudesta (Must Have Been Love) | Eirik Svensson                        | Pamela Tola, Espen Klouman-Hoiner, Pihla Viitala, Laura Birn |              | 19.10.2012 |
| Korsoteoria                                     | Antti Heikki Pesonen                  | Armi Toivanen, Santeri Mäntylä, Max Ovaska, Asko Sahlman, Juha Kukkonen, Sanna-Kaisa Palo                                                                                            | lyhytelokuva | 26.10.2012 |
| Sirocco                                         | Mikko Kuparinen                       | Eeva Putro, Tuukka Martiskainen, Luna Huotari | lyhytelokuva | 26.10.2012 |
| Kummisetäni thaimorsian                         | Wille Hyvönen                         | | dokumentti   | 16.11.2012 |
| Imaginaerum                                     | Stobe Harju (co-ohjaajana Mark Roper) | Marianne Farley, Quinn Lord, Francis-Xavier McCarthy, Ilkka Villi |              | 23.11.2012 |
| Call Girl                                       | Michael Marcimain                     | Ruth Vega Fernadez, David Dencik, Pernilla August, Outi Mäenpää |              | 30.11.2012 |
| Robin                                           | Inari Niemi                           | Robin Packalen (esiintyjä) | dokumentti   | 5.12.2012  |
| Nightmare – painajainen merellä                 | Marko Äijö                            | Sara Säkkinen, Venla Savikuja, Tero Tiittanen | kauhu        | 5.12.2012  |
| Rakkauden rasvaprosentti                        | Mikko Kuparinen                       | Miina Maasola, Mikko Nousiainen, Kristo Salminen, Hanna Vahtikari |              | 21.12.2012 |
| Juoppohullun päiväkirja                         | Lauri Maijala                         | Joonas Saartamo, Krista Kosonen |              | 28.12.2012 |
| Ella ja kaverit                                 | Taneli Mustonen                       | Freja Teijonsalo, Eero Milonoff, Kari Ketonen, Pamela Tola, Ville Virtanen |              | 28.12.2012 |
| Metsän tarina                                   | Ville Suhonen                         | | dokumentti   | 28.12.2012 |

Sources

## 2013
| Film                                          | Réalisateur                   | Acteurs | Genre         | Première   |
| --------------------------------------------- | ----------------------------- | --- | ------------- | ---------- |
| 2013                                          |                               | |               |            |
| Miesten välisiä keskusteluja                  | Jarmo Lampela                 | Juha Kukkonen, Rea Mauranen, Meri Nenonen, Aarni Kivinen, Pihla Penttinen                                                   |               | 4.1.2013   |
| Kaappari                                      | Aleksi Mäkelä                 | Kari Hietalahti, Jussi Vatanen, Aake Kalliala                                                                               |               | 18.1.2013  |
| Häätanssi                                     | Mohamed El Aboudi             | | dokumentti    | 18.1.2013  |
| Vuonna 85                                     | Timo Koivusalo                | Reino Nordin, Malla Malmivaara, Mikko Nousiainen, Miina Maasola                                                             |               | 25.1.2013  |
| Kaikella rakkaudella                          | Matti Ijäs                    | Krista Kosonen, Sampo Sarkola, Hannu-Pekka Björkman, Tommi Korpela                                                          |               | 1.2.2013   |
| Rölli ja kultainen avain                      | Taavi Vartia                  | Allan Tuppurainen, Krista Kosonen, Mikko Leppilampi                                                                         |               | 1.2.2013   |
| Tavarataivas                                  | Petri Luukkainen              | | dokumentti    | 1.2.2013   |
| 21 tapaa pilata avioliitto                    | Johanna Vuoksenmaa            | Armi Toivanen, Aku Hirviniemi, Riku Nieminen, Essi Hellén, Hannele Lauri, Pamela Tola, Vesa Vierikko                        |               | 8.2.2013   |
| 8-pallo                                       | Aku Louhimies                 | Jessica Grabowsky, Eero Aho, Pirkka-Pekka Petelius, Mikko Leppilampi, Mikko Kouki                                           |               | 22.2.2013  |
| Viru – Tarinoita hotellista                   | Taru Mäkelä et Jolle Onnismaa | | dokumentti    | 1.3.2013   |
| Kerron sinulle kaiken                         | Simo Halinen                  | Leea Klemola, Peter Franzén, Ria Kataja, Marika Parkkomäki, Emmi Nivala, Alex Anton                                         |               | 8.3.2013   |
| In the Dark Room – Pimennossa                 | Nadav Schirman                | | dokumentti    | 15.3.2013  |
| Hilton!                                       | Virpi Suutari                 | | dokumentti    | 15.3.2013  |
| Soundbreaker                                  | Kimmo Koskela                 | | dokumentti    | 22.3.2013  |
| Laulu koti-ikävästä                           | Mika Ronkainen                | | dokumentti    | 5.4.2013   |
| Alaska Highway                                | Aleksi Salmenperä             | | dokumentti    | 19.4.2013  |
| Pystyssä                                      | Márton Jelinkó                | Heidi Lindén, Kristiina Puukko, Juha Arola                                                                                  |               | 24.5.2013  |
| Mesenaatti                                    | Pia Andell                    | | dokumentti    | 14.6.2013  |
| Amerikan Vagabond                             | Susanna Helke et Mary Morgan  | | dokumentti    | 26.6.2013  |
| Bekas                                         | Karzan Kader                  | |               | 26.7.2013  |
| Kekkonen tulee!                               | Marja Pyykkö                  | Wilma Rosenqvist, Merja Larivaara, Marjaana Maijala                                                                         |               | 16.8.2013  |
| Pahaa verta                                   | Miika Hakala et Tomi Pietilä  | Harri Kailanto, Antti Kemppainen                                                                                            |               | 23.8.2013  |
| Tumman veden päällä                           | Peter Franzén                 | Olavi Angervo, Samuli Edelmann, Matleena Kuusniemi                                                                          |               | 6.9.2013   |
| Muisteja                                      | Peter von Bagh                | | dokumentti    | 13.9.2013  |
| Silmäterä                                     | Jan Forsström                 | Emmi Parviainen, Luna Leinonen Botero, Mazdak Nassir                                                                        |               | 20.9.2013  |
| Oppipoika (Lärljungen)                        | Ulrika Bengts                 | Niklas Groundstroem, Amanda Ooms, Erik Lönngren, Patrik Kumpulainen                                                         |               | 27.9.2013  |
| Selänne                                       | JP Siili                      | | dokumentti    | 27.9.2013  |
| Mieletön elokuu                               | Taru Mäkelä                   | Kati Outinen, Miroslav Etzler, Elena Leeve, Krystof Hadek, Laura Birn, Esko Salminen, Aku Hirviniemi, Pirkka-Pekka Petelius |               | 4.10.2013  |
| Pioneer (Pioneer - sukellus meren syvyyksiin) | Erik Skjoldbjærg              | Aksel Hennie, Wes Bentley, Stephanie Sigman                                                                                 |               | 4.10.2013  |
| Knucklebonehead                               | Oskari Pastila                | Knucklebone Oscar, Olavi Paananen, Jarno Karjalainen, Petra Bergström, Gustav Schulman, Marja Vihervaara, Niko Votkin       |               | 11.10.2013 |
| Leijonasydän                                  | Dome Karukoski                | Peter Franzén, Laura Birn, Jasper Pääkkönen, Pamela Tola, Jussi Vatanen, Timo Lavikainen                                    |               | 18.10.2013 |
| Poski poskea vasten                           | Viviane Blumenschein          | | dokumentti    | 18.10.2013 |
| Betoniyö                                      | Pirjo Honkasalo               | Johannes Brotherus, Jari Virman, Rea Mauranen                                                                               |               | 1.11.2013  |
| Luciferin viimeinen elämä                     | Rax Rinnekangas               | Pekka Milonoff, Hannu-Pekka Björkman, Timo Torikka, Minna Haapkylä, Vilma Melasniemi, Juho Milonoff                         |               | 8.11.2013  |
| Kalevala – Uusi aika                          | Jari Halonen                  | Tommi Eronen, Konsta Mäkelä, Tanjalotta Räikkä, Pauli Poranen, Olavi Uusivirta                                              |               | 15.11.2013 |
| Nuoren Werherin jäljillä                      | Jarmo Lampela                 | Jyri Ojansivu, Iina Kuustonen, Juha Kukkonen, Meri Nenonen                                                                  |               | 22.11.2013 |
| Salpa                                         | Zagros Manuchar               | Elis Lindfors, Eero Enqvist, Elena Leeve                                                                                    |               | 22.11.2013 |
| Isänmaallinen mies                            | Arto Halonen                  | Martti Suosalo, Pamela Tola                                                                                                 |               | 4.12.2013  |
| Ajomies                                       | J-P Passi et Jarkko T. Laine  | Matti Laine, Elina Ylisuvanto, Veera Degerholm                                                                              |               | 6.12.2013  |
| Ainoat oikeat                                 | Saara Cantell                 | Anna-Maija Tuokko, Antti Reini, Ilkka Villi                                                                                 |               | 27.12.2013 |
| Ella ja kaverit 2 - Paterock                  | Marko Mäkilaakso              | Eero Milonoff, Armi Toivanen, Jarkko Niemi, Malla Malmivaara                                                                | lastenelokuva | 27.12.2013 |

Sources

## 2014
| Film                                | Réalisateur                                                                           | Acteurs | Genre         | Première                             |
| ----------------------------------- | ------------------------------------------------------------------------------------- | --- | ------------- | ------------------------------------ |
| 2014                                |                                                                                       | |               |                                      |
| Ei kiitos                           | Samuli Valkama                                                                        | Anu Sinisalo, Ville Virtanen, Kai Vaine, Rosa Salomaa, Wanda Dubiel |               | 10.1.2014                            |
| Onneli ja Anneli                    | Saara Cantell                                                                         | Aava Merikanto, Lilja Lehto, Eija Ahvo, Kristiina Elstelä, Elina Knihtilä | lastenelokuva | 17.1.2014                            |
| Anselmi, nuori ihmissusi            | Matti Pekkanen                                                                        | Aleksi Holkko, Sami Palolampi, Pauli Hanhiniemi, Liisa Ruuskanen |               | 24.1.2014                            |
| Risto Räppääjä ja liukas Lennart    | Timo Koivusalo                                                                        | Samuel Shipway, Sanni Paatso, Minttu Mustakallio, Vesa Vierikko, Riitta Havukainen |               | 7.2.2014                             |
| Isac Elliot: Dream Big – The Movie  | Sami Joensuu                                                                          | | dokumentti    | 14.2.2014                            |
| Kummeli V                           | Aleksi Mäkelä                                                                         | Heikki Silvennoinen, Timo Kahilainen, Heikki Hela, Heikki Vihinen, Ville Myllyrinne, Heikki Kinnunen, Heli Sutela, Jussi Vatanen, Tom Pöysti, Kaisa Mattila, Aake Kalliala, Markku Toikka, Kai Lehtinen, Seela Sella, Iina Kuustonen, Kaarina Hazard, Ilkka Heiskanen, Tom Lindholm, Pekka Huotari, Kari Hietalahti, Riku Suokas |               | 19.2.2014                            |
| Kuka välittää?                      | Mikko Piela                                                                           | | dokumentti    | 6.3.2014 (Tampereen elokuvajuhlat)   |
| Korso                               | Akseli Tuomivaara                                                                     | |               | 28.2.2014                            |
| Eedenistä pohjoiseen                | Virpi Suutari                                                                         | | dokumentti    | 7.3.2014                             |
| Presidentintekijät                  | Tuukka Temonen                                                                        | | dokumentti    | 14.3.2014                            |
| Näin unta elämästä                  | Jukka Kärkkäinen et Sini Liimatainen                                                  | | dokumentti    | 28.3.2013                            |
| Muutoksii                           | Sami Laitinen                                                                         | |               | 4.4.2014                             |
| Laulu                               | Selma Vilhunen                                                                        | | dokumentti    | 10.4.2014                            |
| Romanssi                            | Anssi Mänttäri                                                                        | |               | 10.4.2014                            |
| Tolonen                             | Lasse Keso                                                                            | | dokumentti    | 1.5.2014                             |
| Love & Engineering                  | Tonislav Hristov                                                                      | | dokumentti    | 9.5.2014                             |
| Zarra's Law                         | Juha Wuolijoki                                                                        | Brendan Fehr, Erin Cummings, Tony Sirico |               | 11.6.2014 (Sodankylän elokuvajuhlat) |
| Kuinka myöhään valvoo blues         | Anssi Mänttäri                                                                        | Juha Mäkelä, Eppu Salminen, Saija Lentonen, Anssi Mänttäri, Lotta Lehtikari, Petri Johansson, Puntti Valtonen, Saara Pakkasvirta |               | 12.6.2014 (Sodankylän elokuvajuhlat) |
| Sosialismi                          | Peter von Bagh                                                                        | | dokumentti    | 13.6.2014 (Sodankylän elokuvajuhlat) |
| Tappava talvi                       | Marcus Hägg                                                                           | |               | 13.6.2014                            |
| Sokurovin ääni                      | Leena Kilpeläinen                                                                     | Aleksandr Sokurov | dokumentti    | 14.6.2014 (Sodankylän elokuvajuhlat) |
| Kesäkaverit                         | Inari Niemi                                                                           | |               | 1.8.2014                             |
| Aikuisten poika                     | Juha Lehtola                                                                          | |               | 29.8.2014                            |
| Brooklynin pojat                    | Inderjit Kaur Khalsa                                                                  | | dokumentti    | 5.9.2014                             |
| Mielensäpahoittaja                  | Dome Karukoski                                                                        | |               | 5.9.2014                             |
| Kalervo Palsa ja kuriton käsi       | Pekka Lehto                                                                           | Janne Reinikainen, Antti Raivio, Markku Peltola, Tiina Weckström, Maria Järvenhelmi |               | 12.9.2014                            |
| Matka minuksi                       | Mina Laamo                                                                            | | dokumentti    | 24.9.2014 (Rakkautta ja anarkiaa)    |
| Monsterimies                        | Antti Haase                                                                           | | dokumentti    | 26.9.2014                            |
| Ulvilan murhamysteeri               | Pekka Lehto                                                                           | | dokumentti    | 3.10.2014                            |
| Vadelmavenepakolainen               | Leif Lindblom                                                                         | |               | 3.10.2014                            |
| Muumit Rivieralla                   | Xavier Picard                                                                         | | animaatio     | 10.10.2014                           |
| He ovat paenneet                    | Jukka-Pekka Valkeapää                                                                 | |               | 17.10.2014                           |
| Lomasankarit                        | Taavi Vartia                                                                          | |               | 31.10.2014                           |
| Ruotsalainen hetki                  | Teemu Kaskinen, Minna Haapkylä, Elina Knihtilä, Tommi Korpela et Hannu-Pekka Björkman | |               | 7.11.2014                            |
| Tuulensieppaajat                    | Amir Escandari                                                                        | | dokumentti    | 21.11.2014                           |
| Autolla Nepaliin – Unelmien elokuva | Timo Peltokangas                                                                      | | dokumentti    | 28.11.2014                           |
| Nightmare 2 – Painajainen jatkuu    | Marko Äijö                                                                            | Sara Parikka, Mikko Parikka, Tero Tiittanen, Tommi Taurula |               | 3.12.2014                            |
| Päin seinää                         | Antti Heikki Pesonen                                                                  | |               | 26.12.2014                           |
| Eila, Rampe ja Likka                | Taru Mäkelä                                                                           | Heidi Herala, Pirkka-Pekka Petelius, Emmi Parviainen, Riku Nieminen, Pirkko Hämäläinen, Eila Roine |               | 26.12.2014                           |

Sources

## 2015
| Film                               | Réalisateur                             | Acteurs | Genre         | Première   |
| ---------------------------------- | --------------------------------------- | --- | ------------- | ---------- |
| 2015                               |                                         | |               |            |
| Vares – Sheriffi                   | Hannu Salonen                           | Antti Reini, Jukka-Pekka Palo, Jukka Puotila, Karoliina Blackburn, Jasper Pääkkönen                          |               | 7.1.2015   |
| Viikossa aikuiseksi                | Johanna Vuoksenmaa                      | Minttu Mustakallio, Iina Kuustonen, Essi Hellén, Eppu Salminen, Taneli Mäkelä                                |               | 23.1.2015  |
| Lovemilla                          | Teemu Nikki                             | Milka Suonpää, Joel Hirvonen, Olli Rahkonen, Elina Knihtilä, Antti Reini                                     |               | 6.2.2015   |
| Theon talo                         | Rax Rinnekangas                         | Hannu-Pekka Björkman, Ville Virtanen, Milka Ahlroth, Boris Koneczny                                          |               | 6.2.2015   |
| Risto Räppääjä ja Sevillan saituri | Timo Koivusalo                          | Samuel Shipway, Sanni Paatso, Tom Lindholm, Riitta Havukainen, Esko Roine, Vesa Vierikko, Minttu Mustakallio |               | 13.2.2015  |
| Talvivaaran miehet                 | Markku Heikkinen                        | | dokumentti    | 20.2.2015  |
| Luokkakokous                       | Taneli Mustonen                         | Aku Hirviniemi, Jaajo Linnonmaa, Sami Hedberg                                                                |               | 25.2.2015  |
| Miekkailija                        | Klaus Härö                              | Märt Avandi, Ursula Ratasepp, Hendrik Toompere                                                               |               | 13.3.2015  |
| Toiset tytöt                       | Esa Illi                                | Sara Soulié, Ida Vakkuri, Misa Lommi, Bahar Tokat                                                            |               | 13.3.2015  |
| Big Game                           | Jalmari Helander                        | Samuel L. Jackson, Onni Tommila, Ray Stevenson, Felicity Huffman, Jim Broadbent, Victor Garber, Ted Levine   |               | 19.3.2015  |
| Armi elää!                         | Jörn Donner                             | Minna Haapkylä, Laura Birn, Hannu-Pekka Björkman, Rea Mauranen                                               |               | 20.3.2015  |
| Me Rosvolat                        | Marjut Komulainen                       | Kari Väänänen, Lotta Lehtikari, Jussi Väänänen, Sirkku Ullgren, Ilona Huhta, Mio Määttä                      |               | 27.3.2015  |
| Hyvästi Afrikka                    | Iiris Härmä                             | | dokumentti    | 3.4.2015   |
| Marzia, ystäväni                   | Kirsi Mattila                           | dokumentti                                                                                                   | 7.4.2015      |            |
| Henkesi edestä                     | Petri Kotwica                           | Laura Birn, Eero Aho, Mari Rantasila, Teijo Eloranta                                                         |               | 10.4.2015  |
| Tsamo                              | Markku Lehmuskallio et Anastasia Lapsui | Albina Tologovona, Wilhelm Grotenfelt, Niklas Groundstroem, Alma Pöysti, Ylva Ekblad                         |               | 17.4.2015  |
| Hymyjen maa                        | Heikki Häkkinen                         | | dokumentti    | 17.4.2015  |
| Matka minuksi                      | Mina Laamo                              | | dokumentti    | 24.4.2015  |
| Olipa kerran seminaari             | Markku Heikkinen                        | | dokumentti    | 8.5.2015   |
| Ollaan vapaita                     | Oskari Sipola                           | Maria Ylipää, Riku Nieminen, Pihla Maalismaa, Johannes Brotherus                                             |               | 7.8.2015   |
| Elämältä kaiken sain               | Mika Kaurismäki                         | Vesa-Matti Loiri, Peter Franzén, Armi Toivanen                                                               |               | 21.8.2015  |
| Kätilö                             | Antti J. Jokinen                        | Krista Kosonen, Lauri Tilkanen, Martti Suosalo, Leea Klemola, Elina Knihtilä, Tommi Korpela                  |               | 4.9.2015   |
| Eisenstein in Guanajuato           | Peter Greenaway                         | Elmer Bäck, Luis Alberti, Jakob Öhrman, Maya Zapata, Rasmus Slätis                                           |               | 4.9.2015   |
| Häiriötekijä                       | Aleksi Salmenperä                       | Lotta Kaihua, Elina Knihtilä, Tommi Korpela, Elena Leeve, Pirjo Lonka, Eero Ritala                           |               | 11.9.2015  |
| 1944                               | Elmo Nüganen                            | Märt Pius, Maiken Schmidt, Kristjan Üksküla                                                                  |               | 25.9.2015  |
| Napapiirin sankarit 2              | Teppo Airaksinen                        | Jussi Vatanen, Pamela Tola, Timo Lavikainen, Miia Nuutila, Kari Ketonen                                      |               | 30.9.2015  |
| Onnelin ja Annelin talvi           | Saara Cantell                           | Aava Merikanto, Lilja Lehto, Elina Knihtilä, Kiti Kokkonen                                                   | lastenelokuva | 9.10.2015  |
| Vierailu                           | Michael Madsen                          | | dokumentti    | 9.10.2015  |
| Äidin toive                        | Joonas Berghäll                         | | dokumentti    | 16.10.2015 |
| Hukkakaurat                        | Tomi Saarijärvi                         | Eerik Kantokoski, Tarmo Kalmari, Henna-Mäki Filppula                                                         |               | 23.10.2015 |
| Atomin paluu                       | Jussi Eerola et Mika Taanila            | | dokumentti    | 6.11.2015  |
| Bunny the Killer Thing             | Joonas Makkonen                         | Enni Ojutkangas, Veera W. Vilo, Roope Olenius, Jari Manninen                                                 |               | 6.11.2015  |
| Onnelliset                         | Wille Hyvönen                           | | dokumentti    | 13.11.2015 |
| Valkoinen raivo                    | Arto Halonen                            | | dokumentti    | 27.11.2015 |
| Teräsvaari                         | Janiv Oskár et Terhi Romo               | | dokumentti    | 27.1.2015  |
| Hevisaurus                         | Pekka Karjalainen                       | Milo Snellman, Salli Siivonen, Kari Hietalahti, Taneli Mäkelä, Timo Kahilainen                               |               | 27.11.2015 |
| Tunteiden temppelit                | Jouko Aaltonen                          | | dokumentti    | 4.12.2015  |
| Tyttökuningas                      | Mika Kaurismäki                         | Malin Buska, Michael Nyqvist, Sarah Gadon, François Arnaud, Laura Birn, Samuli Edelmann                      |               | 11.12.2015 |

Sources

## 2016
| Film                                | Réalisateur                   | Acteurs | Genre         | Première   |
| ----------------------------------- | ----------------------------- | --- | ------------- | ---------- |
| 2016                                |                               | |               |            |
| Nuotin vierestä                     | Lauri Nurkse                  | Riku Nieminen, Leena Uotila, Pihla Viitala, Essi Hellén, Juha Muje, Antti Luusuaniemi                                   |               | 1.1.2016   |
| Järven tarina                       | Marko Röhr et Kim Saarniluoto | | dokumentti    | 15.1.2016  |
| Jättiläinen                         | Aleksi Salmenperä             | Peter Franzén, Saara Kotkaniemi, Elena Leeve, Joonas Saartamo, Pertti Sveholm, Jani Volanen                             |               | 22.1.2016  |
| Love Records – Anna mulle Lovee     | Aleksi Mäkelä                 | Jarkko Niemi, Tomi Alatalo, Riku Nieminen, Pirkka-Pekka Petelius, Alina Tomnikov                                        |               | 29.1.2016  |
| Tappajan näköinen mies              | Lauri Nurkse                  | Samuli Edelmann, Martti Suosalo, Ville Haapasalo, Krista Kosonen, Onni Tommila, Anni-Kristiina Juuso                    |               | 5.2.2016   |
| Risto Räppääjä ja yöhaukka          | Timo Koivusalo                | Samuel Shipway, Sanni Paatso, Minttu Mustakallio, Vesa Vierikko, Riitta Havukainen, Laura Malmivaara, Ville Myllyrinne  | lastenelokuva | 19.2.2016  |
| Takaisin pintaan                    | Juan Reina                    | | dokumentti    | 19.2.2016  |
| Äkkilähtö                           | Tiina Lymi                    | Lotta Kaihua, Jussi Vatanen, Antti Holma, Ville Tiihonen, Marja Packalén, Eedit Patrakka                                |               | 26.2.2016  |
| Sota ja mielenrauha                 | Ari Matikainen                | | dokumentti    | 11.2.2016  |
| Onnenonkija                         | Ville Jankeri                 | Minka Kuustonen, Olavi Uusivirta, Emmi Parviainen, Pamela Tola, Taneli Mäkelä, Pirkko Hämäläinen, Satu Silvo            |               | 25.3.2016  |
| Bodom                               | Taneli Mustonen               | Mikael Gabriel, Mimosa Willamo, Nelly Hirst-Gee, Santeri Mäntylä                                                        |               | 19.8.2016  |
| Hymyilevä mies                      | Juho Kuosmanen                | Jarkko Lahti, Eero Milonoff, Oona Airola                                                                                |               | 2.9.2016   |
| Teit meistä kauniin                 | Tuukka Temonen                | Roope Salminen, Mimosa Willamo, Teppo Manner, Iiro Panula                                                               |               | 7.9.2016   |
| Tulen morsian                       | Saara Cantell                 | Tuulia Eloranta, Lauri Tanskanen, Magnus Krepper, Kaija Pakarinen                                                       |               | 9.9.2016   |
| Rölli ja kaikkien aikojen salaisuus | Taavi Vartia                  | Allu Tuppurainen, Krista Kosonen, Alina Tomnikov, Ville Haapasalo                                                       |               | 16.9.2016  |
| Tyttö nimeltä Varpu                 | Selma Vilhunen                | Paula Vesala, Linnea Skog, Santtu Karvonen, Outi Mäenpää, Lauri Maijala                                                 |               | 23.9.2016  |
| Pahan kukat                         | Antti J. Jokinen              | Juno, Mikael Gabriel, Eero Aho, Alma Pöysti, Krista Kosonen, Tommi Korpela                                              |               | 30.9.2016  |
| Syysprinssi                         | Alli Haapasalo                | Lauri Tilkanen, Laura Birn, Paula Vesala, Olavi Uusivirta                                                               |               | 14.10.2016 |
| Kanelia kainaloon, Tatu ja Patu!    | Rike Jokela                   | Antti Holma, Riku Nieminen, Eedit Patrakka, Sulevi Peltola, Pirjo Lonka, Mari Mehtonen, Ville Myllyrinne, Tommi Korpela |               | 19.10.2016 |
| Samurai Rauni Reposaarelainen       | Mika Rättö                    | Mika Rättö, Veera Elo, Minna Norrgård, Reetta Turtiainen, Harri Sippola, Jori Kemppi, Juha Hurme                        |               | 21.10.2016 |
| Kuun metsän Kaisa                   | Katja Gauriloff               | | dokumentti    | 28.10.2016 |

Sources

## 2017
| Film                                            | Réalisateur                    | Acteurs | Genre             | Première   |  |
| ----------------------------------------------- | ------------------------------ | --- | ----------------- | ---------- |  |
| 2017                                            |                                | |                   |            |  |
| Kuudes kerta                                    | Maarit Lalli                   | Pihla Viitala, Antti Luusuaniemi, Minna Haapkylä, Stig Rästa, Arja Saijonmaa, Dick Idman, Pirkka-Pekka Petelius, Esko Salminen, Reino Nordin, Aksa Korttila, Sebastian Rejman |                   | 6.1.2017   |  |
| Armoton maa                                     | Jussi Hiltunen                 | |                   | 20.1.2017  |  |
| Onneli, Anneli ja Salaperäinen muukalainen      | Saara Cantell                  | | lastenelokuva     | 27.1.2017  |  |
| L'Autre Côté de l'espoir (Toivon tuolla puolen) | Aki Kaurismäki                 | |                   | 3.2.2017   |  |
| Tom of Finland                                  | Dome Karukoski                 | |                   | 24.2.2017  |  |
| Machines                                        | Rahul Jain                     | | dokumenttielokuva | 24.2.2017  |  |
| Matka merelle                                   | Jouni Hiltunen                 | | dokumenttielokuva | 3.3.2017   |  |
| Saattokeikka                                    | Samuli Valkama                 | |                   | 10.3.2017  |  |
| Neljä elementtiä – maa, tuli, vesi, ilma        | Natalie Halla                  | | dokumenttielokuva | 17.3.2017  |  |
| Hyvä postimies                                  | Tonislav Hristov               | |                   | 17.3.2017  |  |
| Hobbyhorse Revolution                           | Selma Vilhunen                 | | dokumenttielokuva | 31.3.2017  |  |
| Sielunmetsä                                     | Anu Kuivalainen                | | dokumenttielokuva | 31.3.2017  |  |
| Joka toinen pari                                | Mia Halme                      | |                   | 21.4.2017  |  |
| War/Peace                                       | Inderjit Kaur Khalsa           | | dokumenttielokuva | 12.5.2017  |  |
| Viraali                                         | Thomas Laine                   | |                   | 30.6.2017  |  |
| Wendy and the Refugee Neverland                 | Olli Ilpo Salonen              | |                   | 21.7.2017  |  |
| Lauri Mäntyvaaran tuuheet ripset                | Hannaleena Hauru               | |                   | 28.7.2017  |  |
| Miami                                           | Zaida Bergroth                 | |                   | 4.8.2017   |  |
| Tarinoiden Suomi                                | Jussi Oroza                    | | dokumenttielokuva | 11.8.2017  |  |
| Napapiirin sankarit 3                           | Tiina Lymi                     | |                   | 23.8.2017  |  |
| Paha poliisi                                    | Pekka Lehto                    | | dokumenttielokuva | 1.9.2017   |  |
| Lauluja utopiasta                               | Peter von Bagh, Jouko Aaltonen | | dokumenttielokuva | 1.9.2017   |  |
| Kaiken se kestää                                | Visa Koiso-Kanttila            | |                   | 8.9.2017   |  |
| Ikitie                                          | AJ Annila                      | |                   | 15.9.2017  |  |
| Rendel                                          | Jesse Haaja                    | |                   | 22.9.2017  |  |
| Nokia Mobile – Matkapuhelimen tarina            | Arto Koskinen                  | | dokumenttielokuva | 29.9.2017  |  |
| Yösyöttö                                        | Marja Pyykkö                   | |                   | 6.10.2017  |  |
| Tokasikajuttu                                   | Jukka Kärkkäinen, JP Passi     | | dokumenttielokuva | 13.10.2017 |  |
| Maailman viimeinen kirjakauppa                  | Rax Rinnekangas                | |                   | 13.10.2017 |  |
| Borg McEnroe                                    | Janus Metz Pedersen            | |                   | 13.10.2017 |  |
| Anteeksiantamaton                               | Lars Feldballe-Petersen        | | dokumenttielokuva | 20.10.2017 |  |
| Tuntematon sotilas                              | Aku Louhimies                  | |                   | 27.10.2017 |  |
| Toveri, missä olet nyt?                         | Kirsi Marie Liimatainen        | | dokumenttielokuva | 10.11.2017 |  |
| Pohjolan enkeli                                 | Jean-Michel Roux               | | dokumenttielokuva | 14.11.2017 |  |
| Tammisunnuntai 1918                             | Ilkka Vanne                    | | dokumenttielokuva | 17.11.2017 |  |
| Armomurhaaja                                    | Teemu Nikki                    | |                   | 24.11.2017 |  |
| Heinähattu, Vilttitossu ja Rubensin veljekset   | Anna Dahlman                   | | lastenelokuva     | 24.11.2017 |  |
| Joulumaa                                        | Inari Niemi                    | |                   | 1.12.2017  |  |
| Muumien taikatalvi                              | Jacub Wronski, Ira Carpelan    | | animaatioelokuva  | 1.12.2017  |  |
| 95                                              | Aleksi Mäkelä                  | |                   | 25.12.2017 |  |

Sources